# Montchâlons
Montchâlons ist eine französische Gemeinde mit 74 Einwohnern (Stand 1. Januar 2022) im Département Aisne in der Region Hauts-de-France (vor 2016 Picardie). Sie gehört zum Arrondissement Laon und zum Kanton Laon-2.

## Geografie
Die Gemeinde Montchâlons liegt im Nordosten des Hügellandes Chemin des Dames, zehn Kilometer südöstlich von Laon. Nachbargemeinden von Montchâlons sind Parfondru im Nordwesten und Norden, Veslud im Nordosten, Festieux im Osten, Arrancy im Südosten, Ployart-et-Vaurseine im Süden, Bièvres und Orgeval im Südwesten sowie Chérêt im Westen.

## Bevölkerungsentwicklung
| Jahr                       | 1962 | 1968 | 1975 | 1982 | 1990 | 1999 | 2006 | 2012 | 2022 |
| Einwohner                  | 103  | 76   | 79   | 65   | 65   | 65   | 67   | 61   | 74   |
| Quellen: Cassini und INSEE |      |      |      |      |      |      |      |      |      |

## Sehenswürdigkeiten
- Kirche Saint-Pierre, Monument historique seit 1928

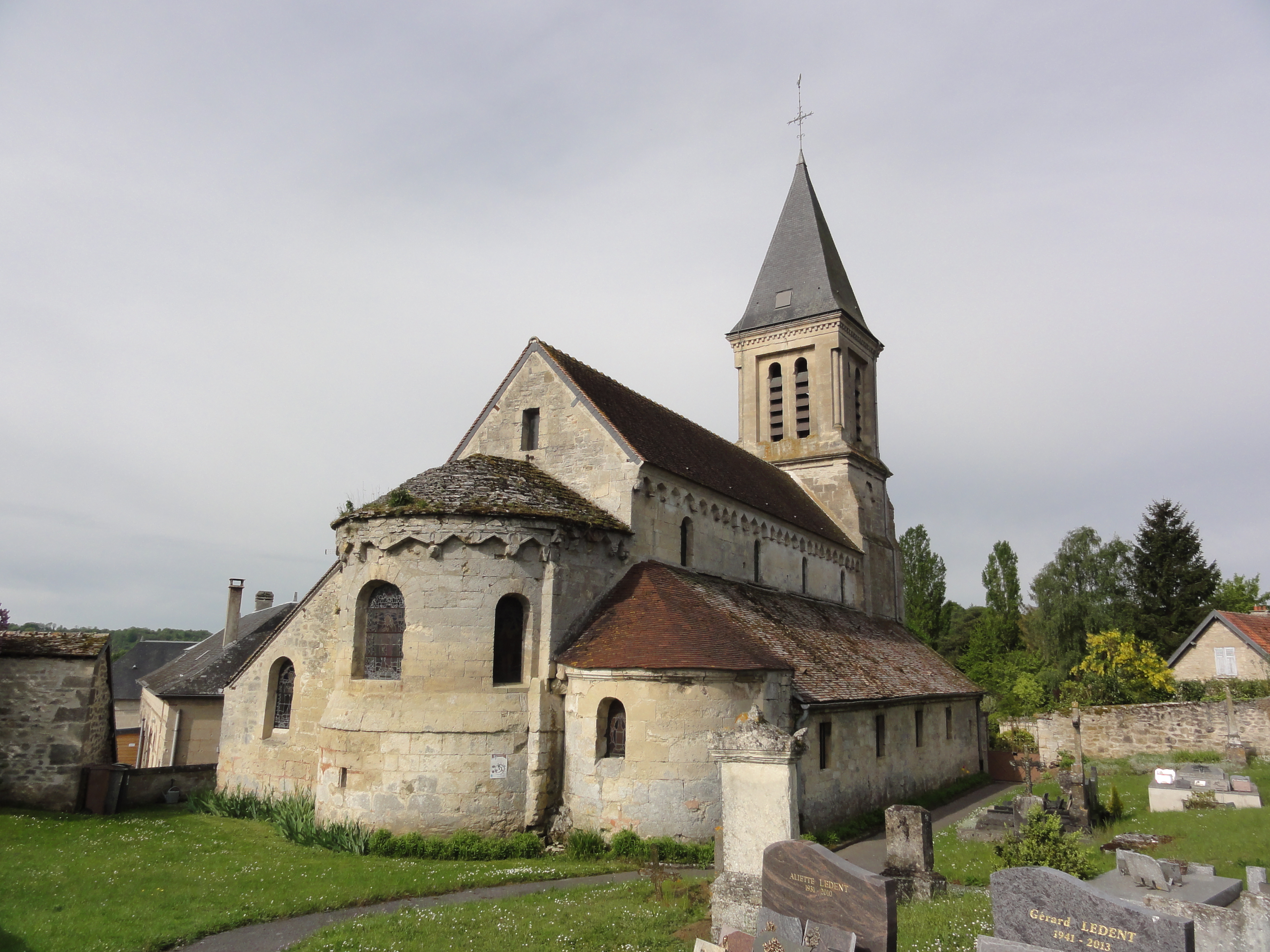
Kirche Saint-Pierre
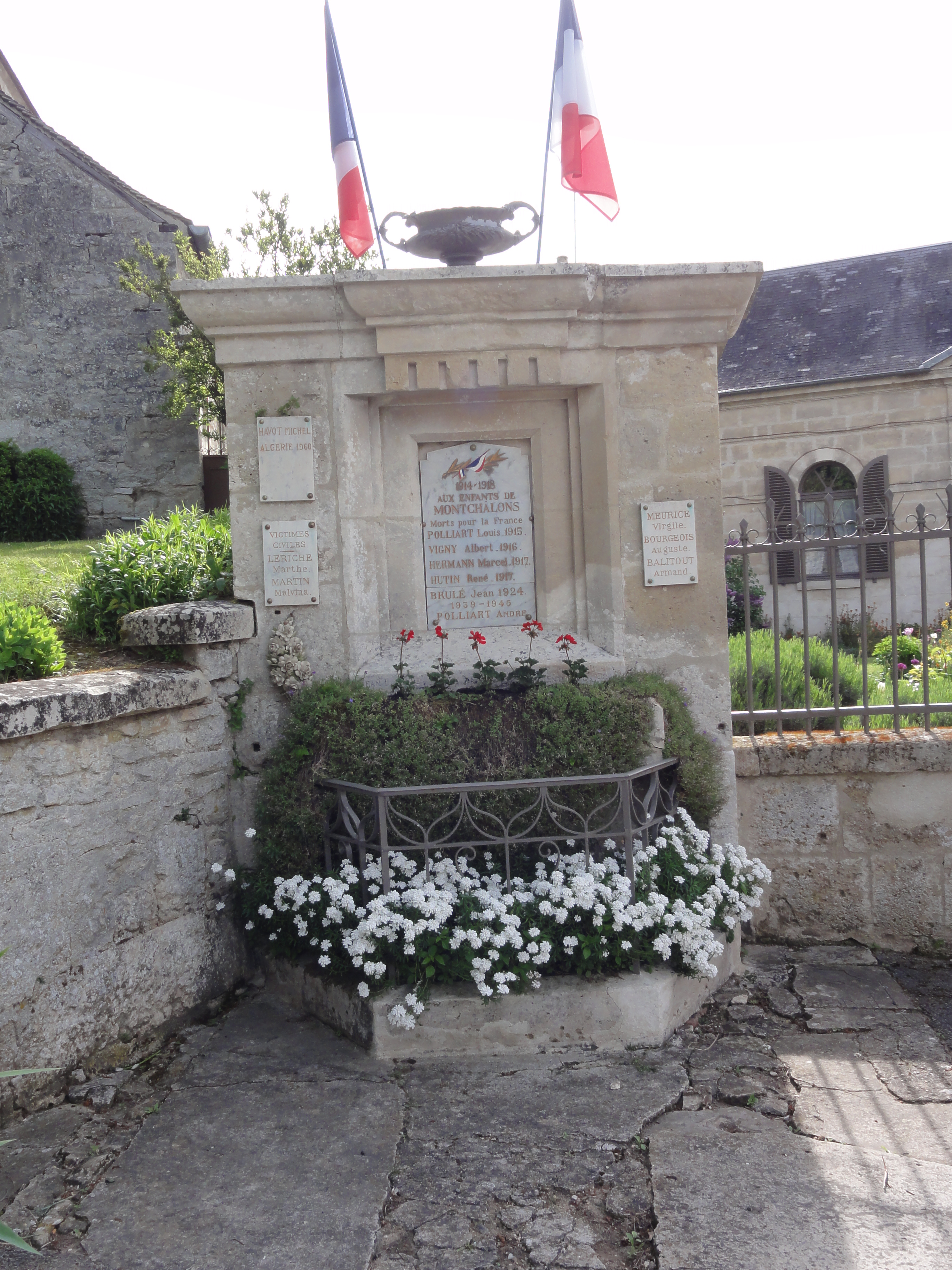
Gefallenendenkmal